# Bank in Zürich

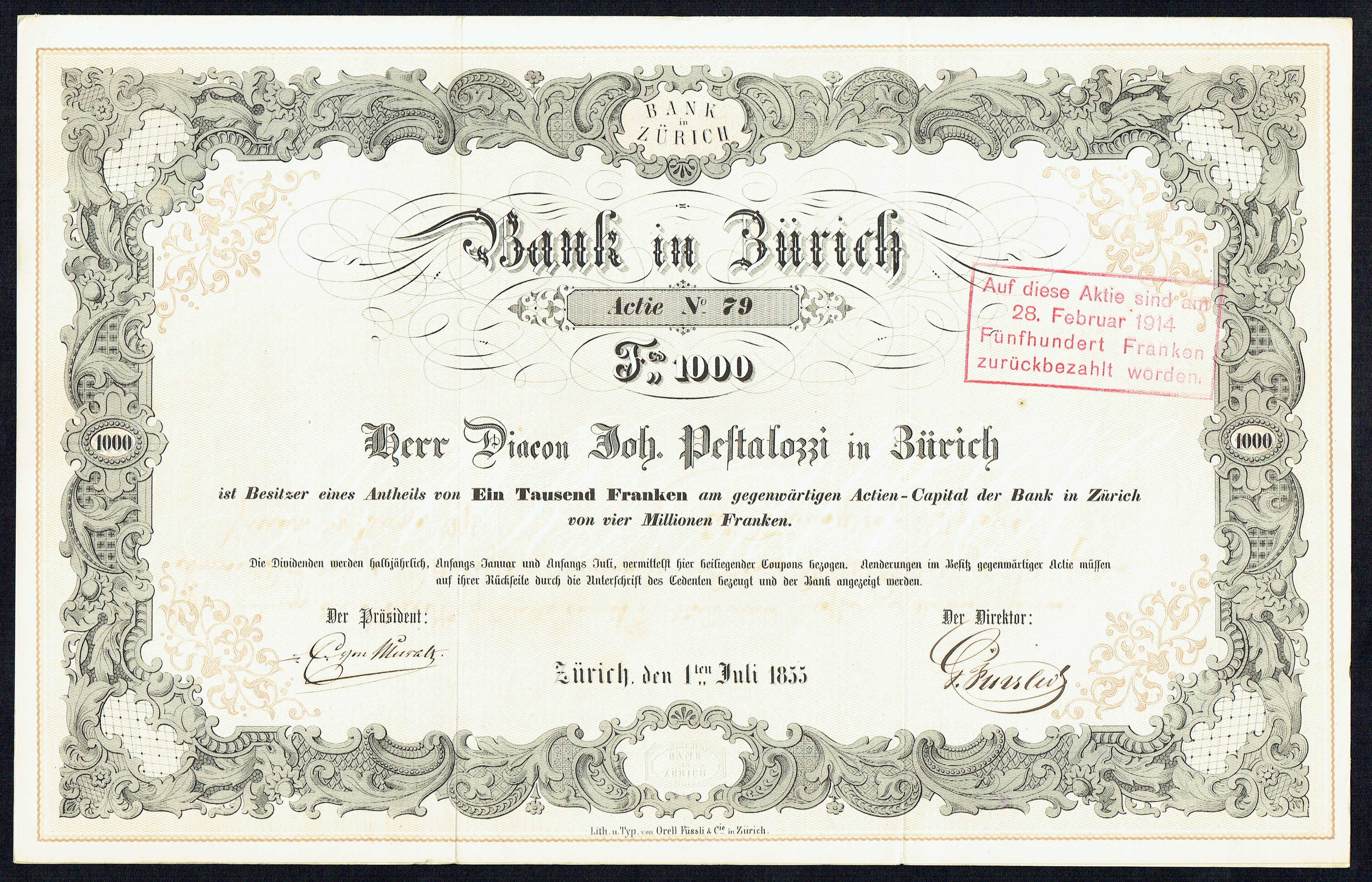
Namensaktie über 1000 Franken der Bank in Zürich vom 1. Juli 1855

Die Bank in Zürich war die älteste Schweizer Aktienbank mit Sitz in Zürich.

## Geschichte

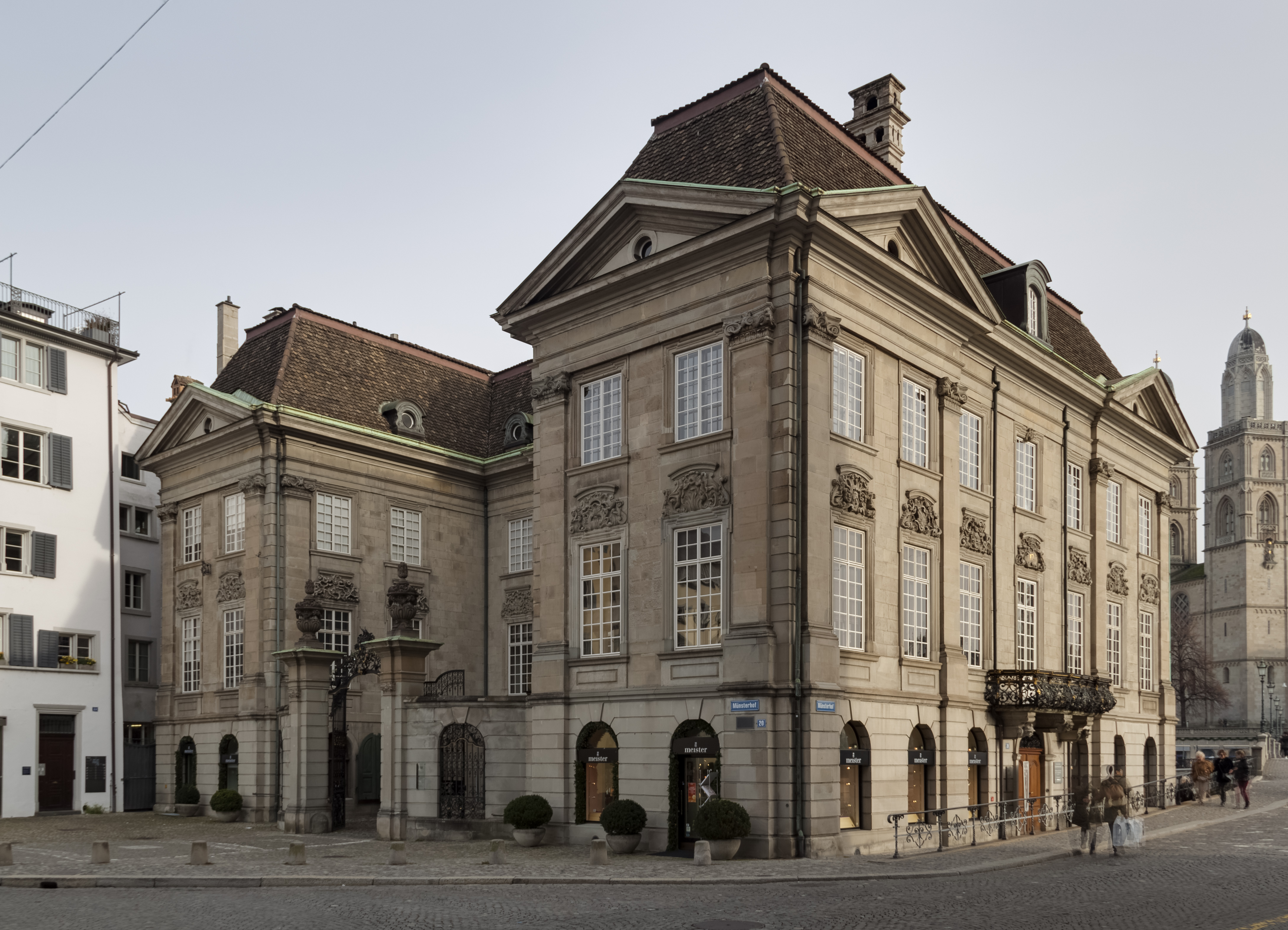
Das Zunfthaus zur Meisen war der Sitz der Bank in Zürich.

1836 wurde die Bank in Zürich als erste Aktienbank in der Schweiz gegründet. Aktien wurden unter anderem von der Stadt und dem Kanton Zürich gezeichnet, aber auch von anderen Gemeinden in der Schweiz sowie Kommunen und Firmen im Ausland. Es wurden 2000 Namensaktien zu je FL 500 ausgegeben, wobei nicht alle Zeichnungen berücksichtigt werden konnten. Zum ersten Bankpräsidenten wurde der Präsident der Handelskammer, Alt-Bürgermeister Hans Conrad von Murolt gewählt. Am 22. November genehmigte der Regierungsrat die endgültigen Statuten. Damit trat die Bank in Zürich als erste Aktienbank der Schweiz ins Leben.
Im Jahre 1841 übernahm die Bank in Zürich neben den verschlossenen Depositen auch offene Wertschriftendepots zur Verwahrung und Verwaltung. 1855 wurde das Kapital von Zürcher Gulden auf Franken umgestellt.
Bis zum Bezug eines eigenen Bankgebäudes im Jahre 1875 blieb die Bank in Zürich im Haus der Zunftgesellschaft «Zur Meise». Bei der Bevölkerung hiess sie daher die Meisenbank.
Die Bank in Zürich nahm eine führende Stellung unter den schweizerischen Notenbanken ein. 1892 verzichtete sie jedoch auf die Ausgabe von Banknoten. Von 1893 bis 1905 bestand die Bank in Zürich als Handelsbank. Mit der direkten Vermittlung des An- und Verkaufs von Wertpapieren an der Börse befasste sich die Bank in Zürich ab dem 15. Mai 1899.
Am 14. Januar 1905 schloss die Bank in Zürich mit der Schweizerischen Kreditanstalt (heute Credit Suisse) einen Interessensgemeinschaftsvertrag, der zwar die Bank in Zürich als selbstständige Aktiengesellschaft bestehen liess, in seinen Wirkungen aber einer Fusion nahezu gleichkam. In einem neuen Vertrag mit der Schweizerischen Kreditanstalt vom 20. Dezember 1982 wurde die Fusion der Bank beschlossen.